# Edizioni Bignami
Edizioni Bignami è una casa editrice italiana.

## Storia
Nel 1931 il professore di lettere Ernesto Bignami ebbe l'idea di comporre dei libriccini in formato tascabile contenenti una sintesi degli argomenti trattati nel programma ministeriale e fondò la Casa Editrice Bignami.
Tali libriccini sono entrati a far parte della cultura italiana con il nome di bignamini o bignami. Nella parlata quotidiana "un bignami" è diventato sinonimo di un compendio sintetico sulla materia trattata.
In seguito, altre case editrici sfornarono molti compendi riassuntivi per le più svariate materie scolastiche e tecniche, contribuendo a creare la categoria editoriale dei "bigini". Nel frattempo la casa editrice Bignami ha rotto la tradizione delle copertine rigorosamente marrone-chiaro per divenire policrome ed assumere un aspetto più vicino ai normali manuali.
Nel 2007 la casa editrice ha pubblicato più di 250 bignami in cui sono trattati gli argomenti più vari: dalla chimica all'italiano (famoso il volumetto sui Promessi sposi), dalla filosofia alla matematica, dalle lingue straniere (inglese, spagnolo, francese e tedesco) alla storia dell'arte.

## Riferimenti nella cultura
Nel film Palombella rossa (1989) di Nanni Moretti, il protagonista, Michele Apicella, ex dirigente del Partito Comunista Italiano, viene intervistato da un'ottusa giornalista preparatasi sull'argomento grazie a un bignami sul comunismo. Per questo motivo Michele arriverà a schiaffeggiarla.